# Cometa
|  | Per a altres significats, vegeu «La Cometa». |

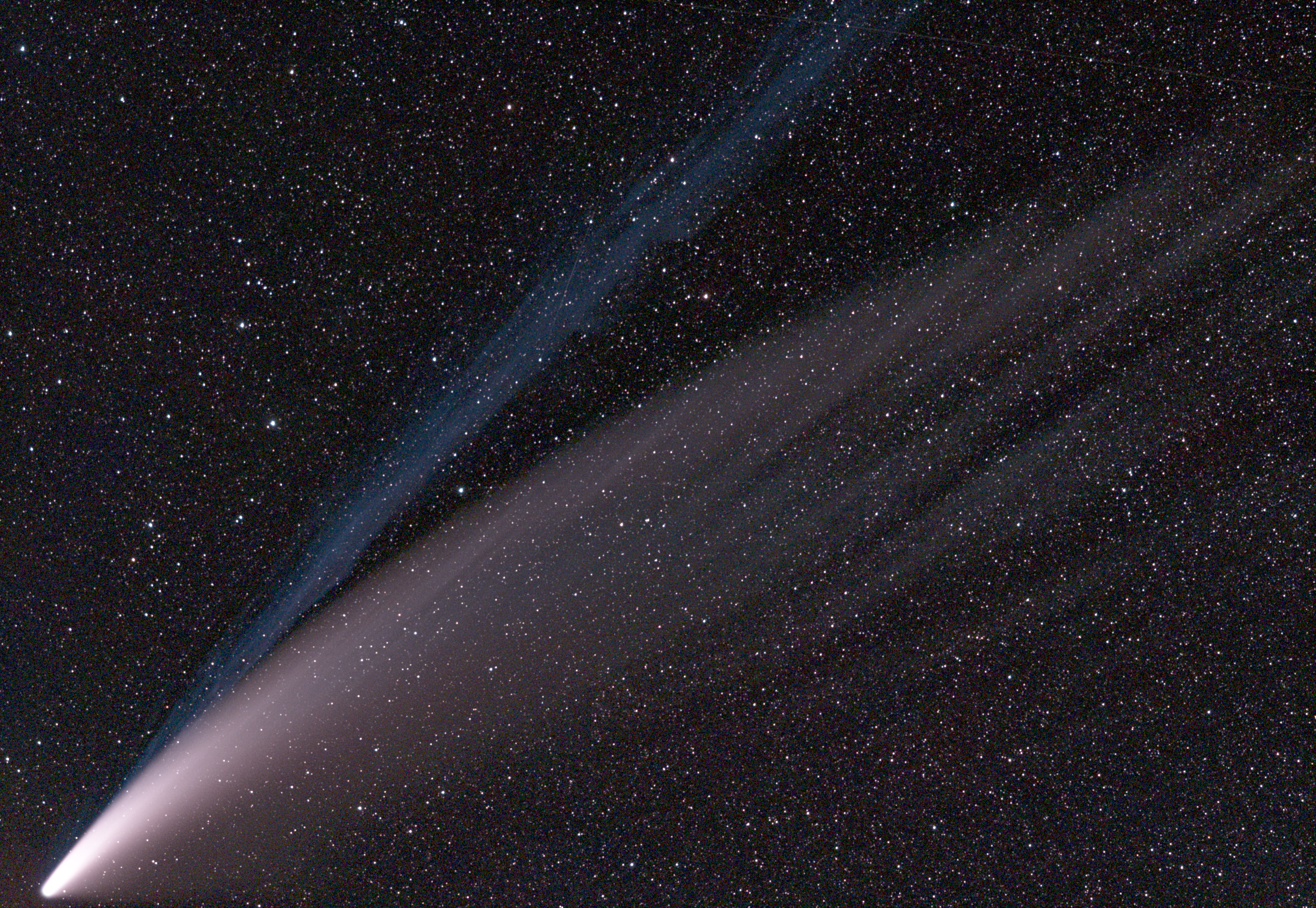
Cometa C/2020 F3 (NEOWISE) el 14 de Juliol de 2020

Un cometa (dit també estel amb cua) és un cos celeste sòlid semblant als asteroides però amb diferent composició. El seu nom prové del llatí Cometa i aquest del grec Kometes, «cabellera». Junt amb els asteroides, planetes i els seus satèl·lits, formen part del sistema solar. D'altres són destruïts per l'acció de la gravetat del Sol, a causa de la seva petita massa. Descriuen òrbites tan allargades, que aquells que són entorn del Sol, tornen al cap de molts anys, tants que fins i tot alguns només se'ls ha vist una única vegada.

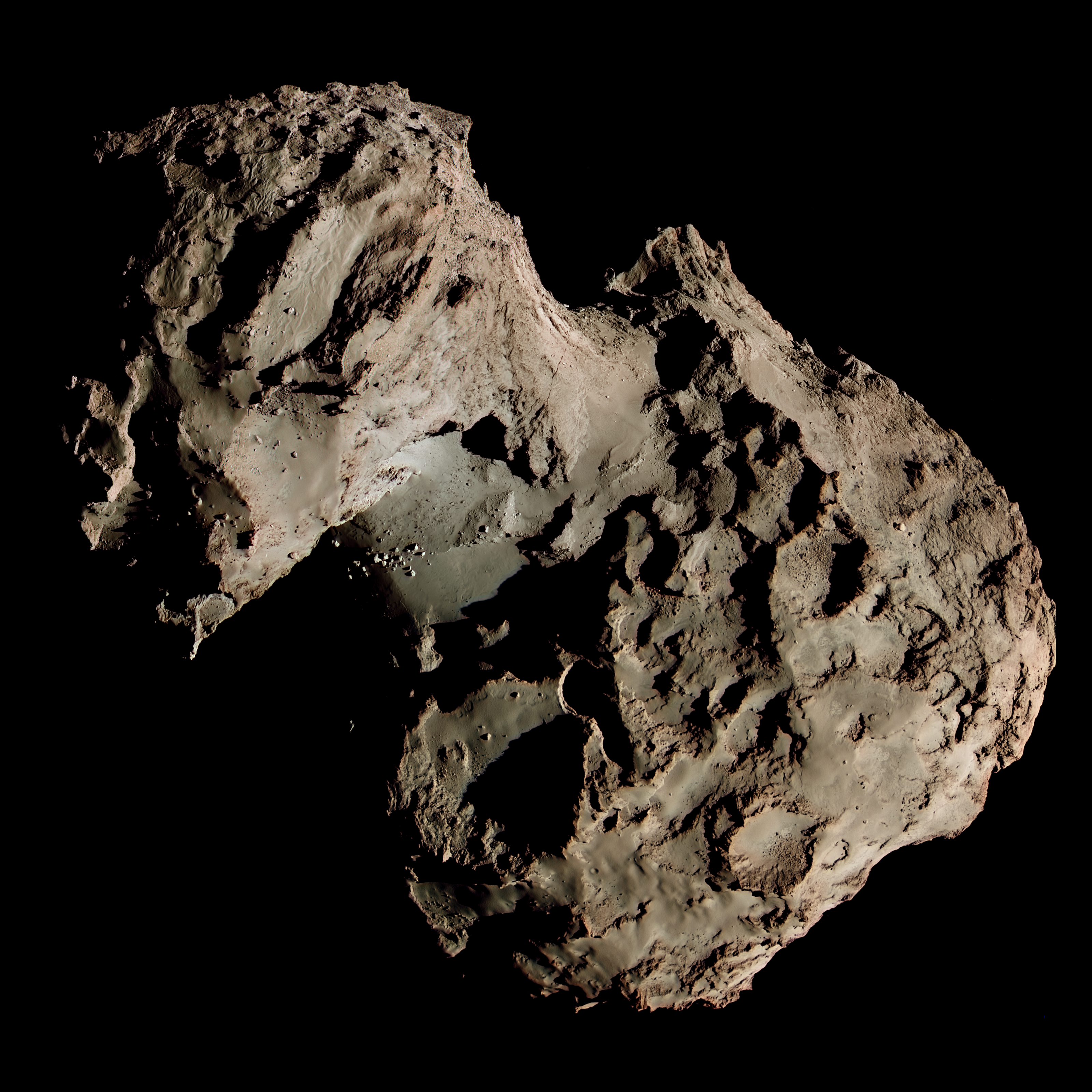
Fotografia del cometa 67P/Txuriúmov-Herassimenko el 2015

Els astrònoms apunten que els cometes provenen principalment de dos llocs: el Cinturó de Kuiper, més enllà de l'òrbita del planeta Plutó i el núvol d'Oort, situat encara més lluny, a la meitat de distància entre la Terra i Alfa Centauri (l'estrella més propera al Sol).

Animació de l'òrbita del Cometa de Halley

## Òrbites i origen

Variació de la coma d'un cometa al llarg de la seva òrbita al voltant d'una estrella

Els cometes tenen molta varietat de períodes orbitals, des de pocs anys, fins a cents de milers d'anys, mentre que n'hi ha alguns que només passen un cop pel sistema solar interior abans de sortir cap a l'espai interestel·lar. Els cometes de període curt s'originen al cinturó de Kuiper, o en un disc dispers associat, que està més enllà de l'òrbita de Neptú. Els cometes de període llarg s'originen al núvol d'Oort, que consisteix en pols que va sobrar en la condensació de la nebulosa solar, localitzada molt més enllà del cinturó de Kuiper. Els cometes s'expulsen des d'aquestes zones exteriors cap al sistema solar en direcció al Sol a causa de pertorbacions gravitatòries dels planetes exteriors (en el cas dels objectes del cinturó de Kuiper) o d'estrelles properes (en el cas dels objectes del núvol d'Oort), o com a resultat de col·lisions entre objectes en aquestes regions.
Els cometes es diferencien dels asteroides perquè tenen una cua o coma, encara que alguns cometes molt antics que han perdut tots els materials volàtils poden acabar assemblant-se a asteroides. Els asteroides també tenen un origen diferent del dels cometes, formant-se al sistema solar interior en comptes del sistema solar exterior, però descobriments recents han difuminat la diferència entre asteroides i cometes (vegeu centaures).
Fins al maig del 2009 hi ha 3.648 cometes coneguts dels quals uns 1.500 són Kreutz Sungrazers i uns 400 de període curt. La majoria dels cometes de període curt (amb períodes orbitals inferiors a 20 anys i inclinacions de 20 a 30 graus o menys) s'anomenen cometes de la família de Júpiter. Els que s'assemblen a Halley, amb períodes orbitals d'entre 20 i 200 anys i inclinacions que s'estenen de zero a més de 90 graus, s'anomenen cometes de tipus Halley. En 2015, només s'havien observat 75 cometes de tipus Halley, en comparació amb 511 cometes de la família Júpiter identificats. El nombre de cometes descoberts augmenta constantment. Tanmateix, això només representa una fracció petita de la població total de cometes: les reserves de cossos semblants a cometes al sistema solar exterior podrien ser d'un trilió. La mitjana de cometes visibles a ull nu és d'un per any, tot i que molts d'aquests són tènues i poc espectaculars. Quan hi ha un cometa molt brillant o força visible a ull nu que el veu molta gent, se'n diu Gran Cometa.

## Estudi i composició
| Molècula | Freqüència |
| -------- | ---------- |
| H₂O      | 100        |
| CO       | 20         |
| CO₂      | 6–20       |
| H₂CO     | 1          |
| CH₃OH    | 2          |
| NH₃      | 0,7–1,8    |
| CH₄      | 0,6        |
| C₂H₂     | 0,1        |
| C₂H₆     | 0,3        |
| HCOOH    | 0,06       |
| CH₂CO    | <0,03      |
| CH₃CHO   | 0,02       |
| CH₃CH₂OH | <0,05      |
| CH₃OCH₃  | <0,45      |
| HCOOCH₃  | 0,06       |
| HNCO     | 0,06–0,1   |
| NH₂CHO   | 0,01       |
| HCN      | 0,25       |
| HNC      | 0,04       |
| CH₃CN    | 0,02       |
| HC₃N     | 0,02       |
| H₂S      | 1,5        |
| OCS      | 0,5        |
| H₂CS     | 0,02       |
| SO       | 0,2–0,8    |
| SO₂      | 0,1        |

Va ser després de l'invent del telescopi que els astrònoms van començar a estudiar els cometes amb més detall, advertint llavors que la majoria d'aquests tenen aparicions periòdiques. Edmund Halley va ser el primer a adonar-se d'açò i va pronosticar l'aparició del cometa de Halley en 1758, per al qual va calcular que tenia un període de 76 anys. Desafortunadament, va morir abans de comprovar la seua predicció. Els cometes a causa de la seua grandària relativament diminuta i òrbita molt allargada, fa que els vegem molt poc de temps i només quan estan prop del Sol.
Els cometes són compostos d'aigua, diòxid de carboni (gel sec), amoníac, metà (gas natural), ferro, magnesi i silicats. A causa de les baixes temperatures dels llocs on viuen, aquestes substàncies que componen el cometa es troben congelades, raó per la qual es diu comunament que són compostos de glaç brut. Arriben a tenir diàmetres d'algunes desenes de quilòmetres -la muntanya més alta en la Terra, l'Everest, té aproximadament 9 quilòmetres d'altura.
Quan es descobreix un cometa es veu aparèixer com un punt lluminós, amb un moviment perceptible del fons d'esteles, anomenades estrelles fixes. La primera cosa que es veu és el nucli o cap. Després, quan l'astre s'acosta més al Sol, comença a desenvolupar el que coneixem com la cua del cometa, que li confereix un aspecte fantàstic. Els fotons que provenen del Sol fan que les substàncies que formen al cometa es comencen a escalfar i se sublimen, o sigui, passen directament de gel a gas, i formen un núvol de pols i gas al voltant del nucli que es coneix com a coma o cabellera. A causa de la subtilitat dels gasos originats i el xoc amb la llum solar o i el vent solar (el Sol produeix un vent constituït de partícules que són dispersades en totes direccions), els materials de la cabellera són arrossegats cap arrere, i formen la cua, la qual sempre apunta en direcció oposada al Sol. El xoc dels fotons que rep el cometa com una pluja, a banda de calor, aporten llum, essent visible en exercir el cometa de pantalla.
Les cues dels cometes arriben a ser de grandàries considerables, poden fer milers i fins i tot milions de quilòmetres. En el cas del cometa de Halley en la seva aparició de 1910, la seva cua va arribar a mesurar prop de 30 milions de quilòmetres - la Terra té un diàmetre d'aproximadament dotze mil quilòmetres. Cada vegada que un cometa passa prop del Sol es desgasta, pel fet que el material que va perdent jamai no és compensat. S'espera que, com a mitjana, un cometa passi unes dues mil vegades pel Sol abans d'evaporar-se completament. Al llarg de la trajectòria d'un cometa, aquest va deixant grans quantitats de fragments petits de material. Quan la Terra travessa l'òrbita d'un cometa, aquests fragments cauen a l'atmosfera en forma d'estreles fugaces o també anomenades pluja d'estreles. Al maig i octubre es poden observar les pluges d'estels produïdes pels fragments que va deixar el cometa de Halley.
De la cabellera n'emergeixen, espentades per la intensa radiació solar, dues cues tènues i brillants: una de gas i una altra de pols, estenent-se milions de quilòmetres. Els astrònoms suggereixen que els cometes retenen, en forma de gel i pols, la composició de la nebulosa primitiva amb què es va formar el sistema solar i de la qual es van condensar després els planetes i les seues llunes. Per aquesta raó l'estudi dels cometes pot donar indicis de les característiques d'aquell núvol primordial.

## Paràmetres orbitals

Les òrbites del cometa Kohoutek (vermell) i de la Terra (blau), la qual cosa demostra l'alta excentricitat de l'òrbita i més ràpid durant el moviment més propenc al Sol.

La major part dels cometes tenen òrbites el·líptiques allargades (en forma d'oval) i relativament propincs al Sol per una part de la seva òrbita i, seguidament, cap a l'abast del sistema solar per a la resta. Els cometes són sovint classificats segons la durada del seu període orbital, el més llarg és el període més perllongat de l'el·lipse.
- Els cometes de període curt són generalment definits com a períodes orbitals de menys de 200 anys. En general, l'òrbita més o menys en el pla de l'eclíptica en la mateixa direcció que els planetes. Solen tenir en les seves òrbites a terme a la regió dels planetes exteriors (Júpiter i més enllà) en l'àpside, per exemple, l'àpside del cometa de Halley és una mica més enllà de l'òrbita de Neptú. A l'extrem més curt, el cometa Encke té una òrbita que mai no el col·loca més lluny del Sol que Júpiter. Els cometes de període curt es divideixen en la família de Júpiter (els períodes de menys de 20 anys) i la família Halley (períodes d'entre 20 i 200 anys).
- Els cometes amb un llarg període tenen una òrbita molt excèntrica (allargada) i les seves òrbites van de 200 anys a milers o fins i tot a milions d'anys. (Tanmateix, per definició, els estels que són expulsats del sistema solar perquè fan passades molt pròximes als planetes principals ja no es consideren periòdics.) Les seves òrbites prendran molt més enllà dels planetes exteriors en l'àpside, i el pla de la seva òrbita no és necessari que es trobi a prop de l'eclíptica.
- Els cometes amb una sola aparició són similars als de període llarg, però com que tenen una trajectòria parabòlica o hiperbòlica surten del sistema solar després de passar pel costat del Sol una sola vegada.[11]
- Algunes autoritats utilitzen el terme cometa periòdic per a referir-se a qualsevol estel amb una òrbita periòdica (és a dir, tots els cometes de període curt i llarg termini, tots els estels),[12] mentre que altres l'utilitzen en el sentit exclusivament dels cometes de període curt.[11] De la mateixa manera, encara que el significat literal del període no-cometa és el mateix que l'única aparició d'estels, alguns l'utilitzen per dir que tots els estels no són "periòdics" en el segon sentit (és a dir, que incloguin tots els cometes amb un període major de 200 anys).
- Recentment s'ha descobert un cinturó de cometes de formes diferents, en òrbites circulars més enllà del cinturó d'asteroides.[13][14]

## Final dels cometes

### Sortida o expulsió del sistema solar
Si un cometa viatja prou ràpid, entrarà i sortirà del sistema solar, com és el cas de la majoria de cometes no periòdics. A més, els cometes es poden expulsar del sistema solar quan són pertorbats per un altre objecte, com un planeta.

### Materials volàtils esgotats

Material es desprèn del 73P/Schwassmann-Wachmann que es va dispersar el 1995, vist pel Telescopi espacial Hubble. Aquesta animació equival a tres dies.

Els cometes de la família de Júpiter i els de llarg període es desintegren de moltes maneres diferents. Aquests són actius durant uns 10.000 anys o aproximadament 1.000 passades mentre que els de llarg període desapareixen molt més ràpid. Només el 10% dels cometes de llarg període sobreviuen més de 50 passades a periheli petit, mentre que només un 1% sobreviu més de 2.000 passades. Finalment la major part dels materials volàtils dels nuclis dels cometes s'evapora, i el cometa esdevé una roca petita i fosca que s'assembla a un asteroide.

### Dispersió/desintegració
També se sap que els cometes es poden dispersar en fragments, com va passar amb el cometa 73P/Schwassmann-Wachmann 3 el 1995.
Aquesta dispersió es provoca per forces gravitatòries de marea del Sol o un planeta gran, per una "explosió" de material volàtil, o per motius que no estan explicats del tot.

### Col·lisions

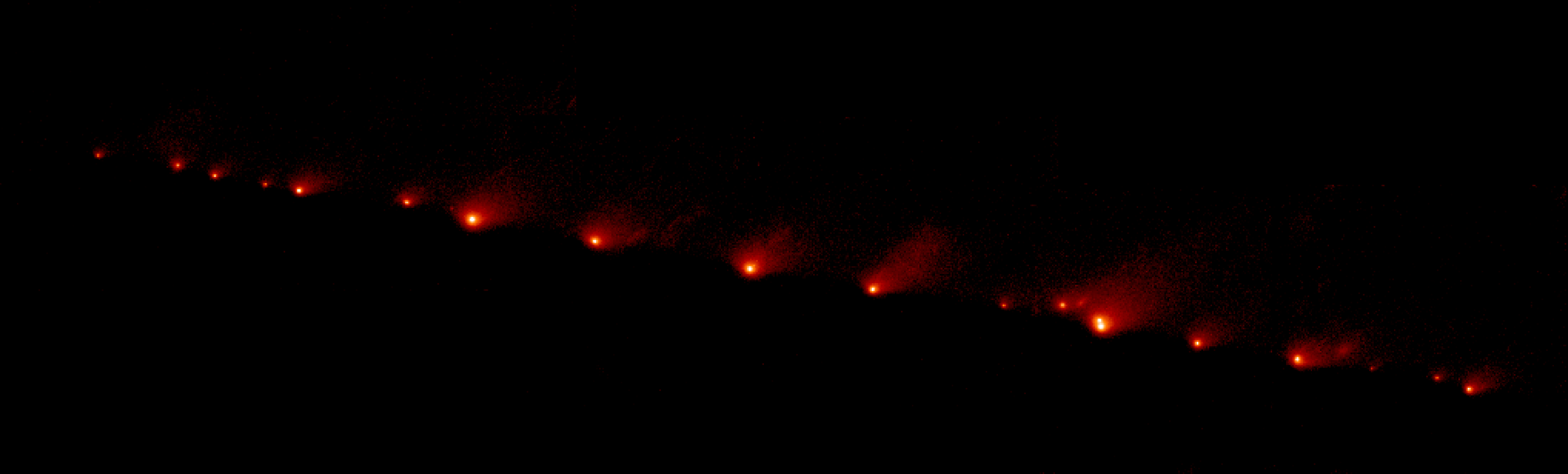
El Shoemaker-Levy 9 es va separar per forces de marea poc abans de col·lidir amb Júpiter.

Alguns cometes tenen un final més espectacular—caient al Sol, o xocant amb un planeta o un altre cos. Les col·lisions entre cometes i planetes o llunes van ser normals al principi del sistema solar: alguns dels cràters de la Lluna de la Terra, per exemple, podrien haver estat provocats per cometes. Una col·lisió recent d'un cometa amb un planeta va ocórrer el 1994 quan el Cometa Shoemaker-Levy 9 es va separar en fragments (vegeu imatge a la dreta) i va col·lidir amb Júpiter.
Molts cometes i asteroides van impactar amb la Terra a les seves primeres etapes. Molts científics creuen que els cometes que van bombardejar la Terra jove (fa uns 4.000 milions d'anys) van dur les quantitats d'aigua que actualment hi ha als oceans de la Terra, o almenys una gran proporció. Tanmateix, altres investigadors dubten sobre aquesta teoria. La detecció de molècules orgàniques en cometes ha fet especular que els cometes o meteorits podrien haver portat els avantpassats de la vida—o fins i tot la vida mateixa—a la Terra. Encara hi ha molts cometes propers a la Terra, tot i que una col·lisió amb un asteroide és més comuna que amb un cometa.
Se sospita que els impactes de cometes han dut quantitats significatives d'aigua a la Lluna de la Terra, algunes de les quals podrien haver sobreviscut en forma de gel.

## Història de l'estudi dels cometes

### Estudi d'òrbites
No es va establir definidament fins en el Segle XVI si els cometes eren fenòmens atmosfèrics o objectes interplanetaris, període en què Tycho Brahe va fer estudis que van revelar que aquests havien de provenir de fora de l'atmosfera terrestre. Després en el Segle XVII, Edmond Halley utilitza la teoria de la gravitació, desenvolupada per Isaac Newton, per a intentar calcular les òrbites dels cometes. Permetent-li descobrir que un d'ells tornava a la proximitat del Sol cada 76 o 77 anys aproximadament. Prompte, aquest va començar a anomenar-se cometa de Halley, i de fonts antigues se sap que ha sigut observat per humans des del 66 DC.
El 1775, Achille Pierre Dionis du Séjour, un astrònom aficionat, calculant les òrbites dels cometes va predir que la probabilitat que un cometa xoqués amb la Terra era pràcticament nul·la.
El segon cometa que es va descobrir que tenia òrbita periòdica va ser el Cometa Encke, en 1821. Com el cometa de Halley, va tenir el nom del seu calculador, el matemàtic alemany i físic Johann Encke, que va descobrir que era un cometa periòdic. El cometa d'Encke té el més curt període, només 3,3 anys, i per consegüent té el nombre més gran d'aparicions registrades. Va ser també el primer cometa del qual l'òrbita era influenciada per forces que no eren del tipus gravitacional. Malgrat tot, ara és un cometa molt tènue per ser visible a simple vista, va poder haver sigut un cometa brillant alguns milers d'anys arrere, abans que la seva superfície de gel fora evaporada. No obstant això, no s'ha sabut si ha sigut observat abans de 1786, però anàlisi millorada de la seva òrbita primerenca suggereixen que correspon a observacions mencionades en fonts antigues.

### Estudi de les seves característiques físiques
No va ser fins al període de l'era espacial que la composició dels cometes va ser provada. A principi del segle xix, un matemàtic alemany, Friedrich Wilhelm Bessel va originar la teoria que hi havia objectes sòlids en estat d'evaporació: de l'estudi de la seva brillantor, Bessel va exposar que els moviments no-gravitacionals del cometa Encke van ser causats per forces de doll creades com a material evaporat de la superfície de l'objecte. Aquesta idea va ser oblidada per més de cent anys, i després Fred Lawrence Whipple independentment va proposar la mateixa idea el 1950. El model proposat per ambdós prompte va començar a ser acceptat per la comunitat científica. Va ser confirmat quan una armada de vehicles espacials va volar a través del núvol lluminós de partícules que rodejaven el nucli congelat del Cometa de Halley el 1986 per fotografiar el nucli i van observar els dolls de material que s'evaporava. Quan la sonda Deep Space 1 va volar prop del cometa Borrelly el 21 de setembre del 2001, es va confirmar que les característiques del cometa de Halley són comunes amb altres cometes.

## Cometes famosos
Alguns dels més famosos cometes:

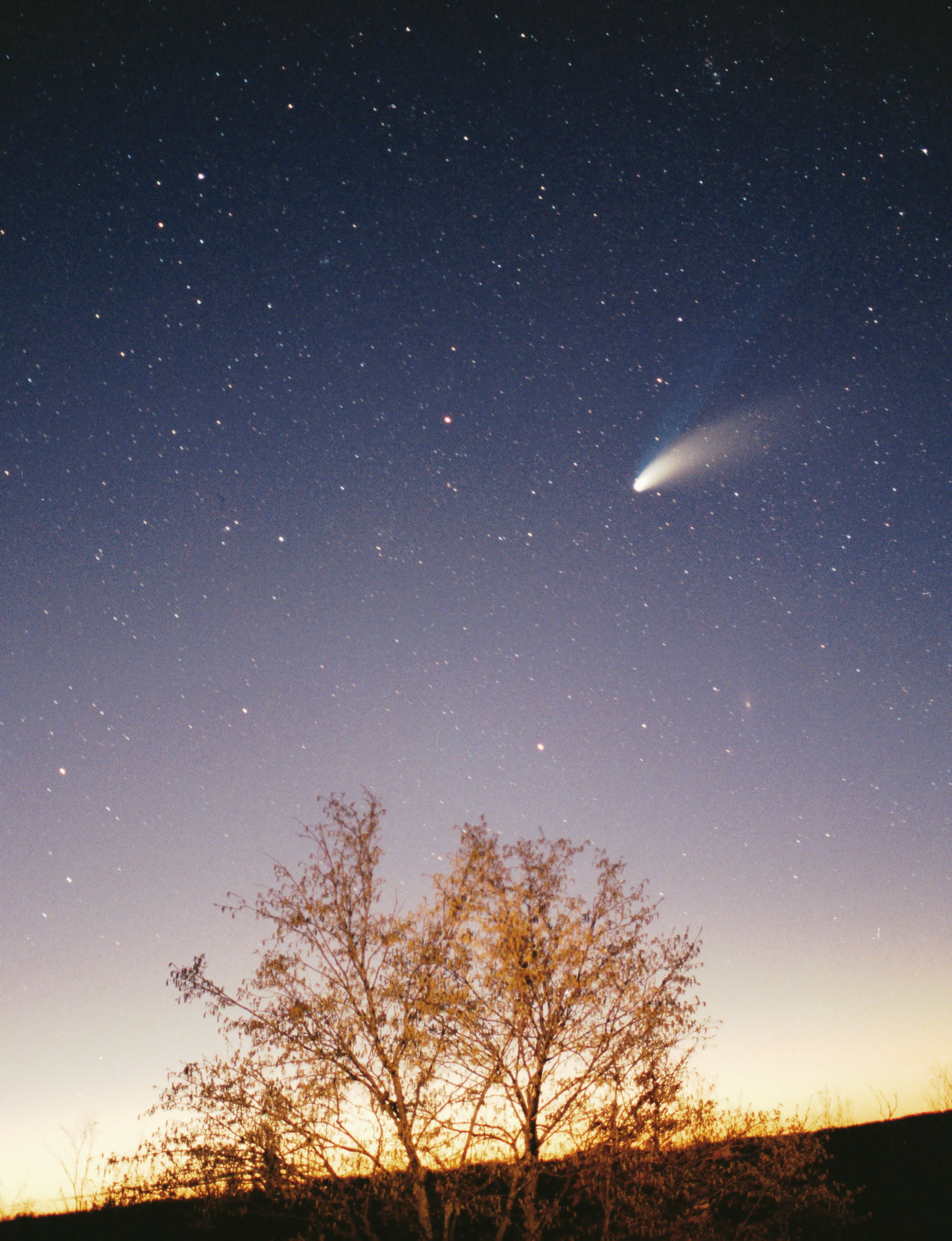
Hale-Bopp el 1997

- Cometa Biela: a final del segle xix es va partir en dos, i més tard en fragments minúsculs, donant lloc a una pluja d'estrelles, amb el que va desaparèixer per sempre.
- Cometa Borrelly
- Cometa Coggia: Va obtenir molta fama a causa de la seva extraordinària bellesa.
- Cometa Encke
- Cometa Hale-Bopp
- Cometa de Halley: descriu la seva òrbita cada 76 anys. El 1910 la seva aproximació a la Terra va comportar que la seva cua fregués amb les capes superiors de l'atmosfera.
- Cometa Humason
- Cometa Hyakutake
- Cometa Ikeya-Seki
- Cometa Luxell: en passar prop de Júpiter, va perdre part de la seva massa i va patir pertorbacions importants en la seua òrbita.
- Cometa Mrkos
- Cometa Shoemaker-Levy 9: El 1993 es va fragmentar per l'intens camp de Júpiter i va acabar impactant el juliol de 1994 contra ell.
- Gran cometa de 1811
- Cometa 1843
- Cometa 1882Cometa de Halley fotografiat per la sonda Giotto el 1986

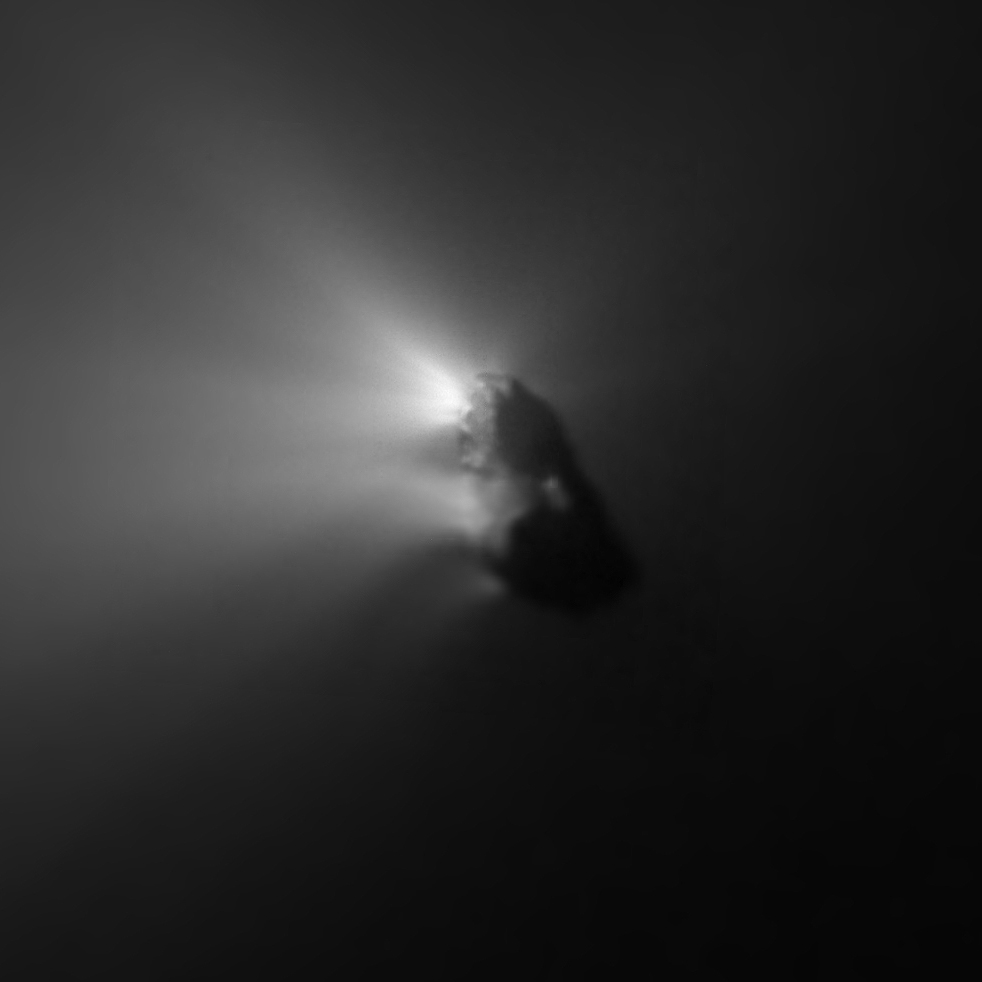
Cometa de Halley fotografiat per la sonda Giotto el 1986

- Cometa Tempel 1: la sonda espacial Deep Impact va llançar un projectil sobre aquest cometa per a estudiar la composició del seu nucli.
- Cometa Tempel-Tuttle Cometa que dona lloc a la pluja de meteors dels Leònids
- Cometa Kohoutek
- Cometa West
- Cometa 144P/Kushida
- Cometa 2020 F3 NEOWISE
- Cometa 67P/Txuriúmov-Herassimenko

## Cometes a la història

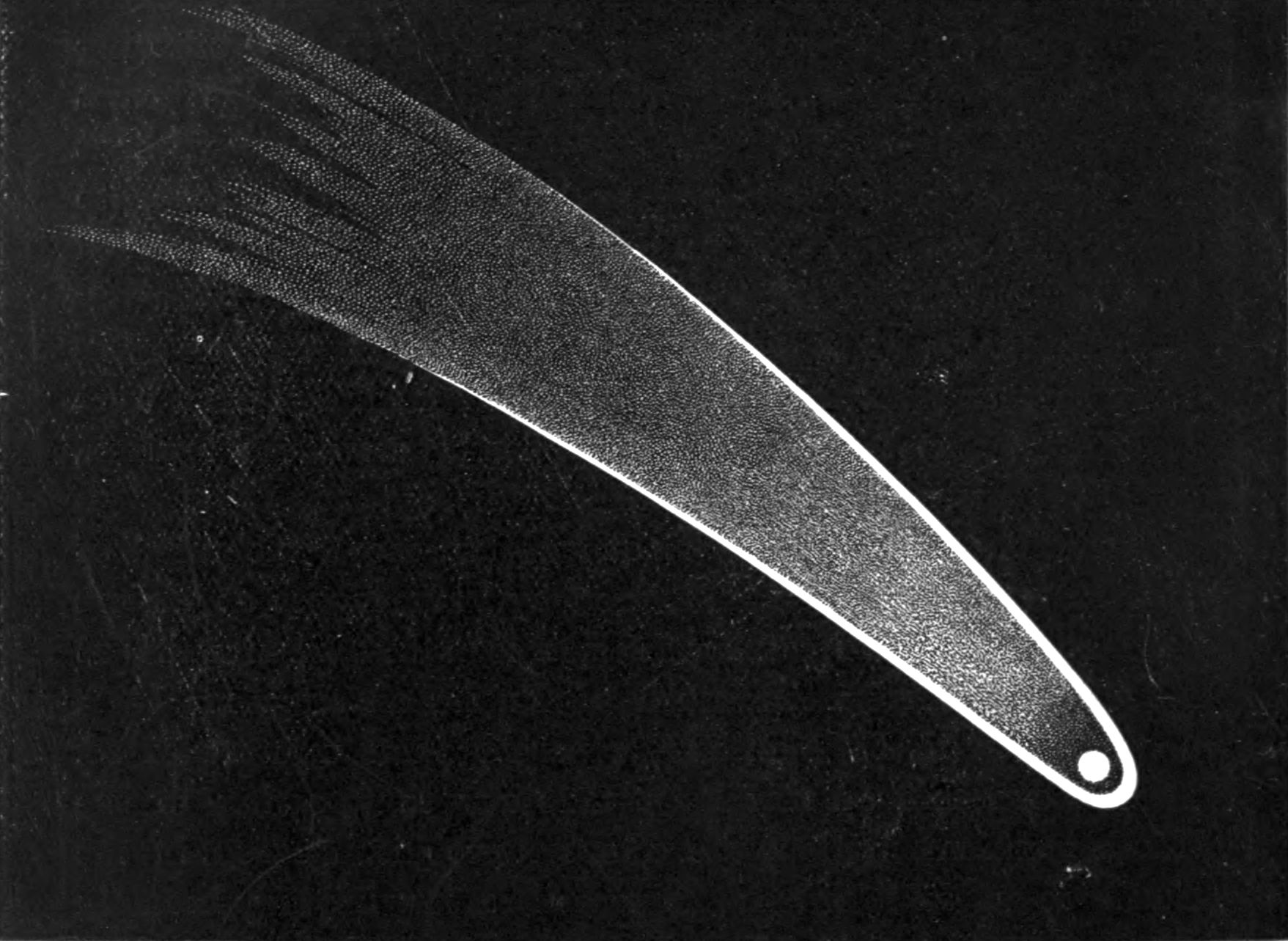
Il·lustració d'un cometa el 1811

Són els astres que més han cridat l'atenció dels homes, tant per la seva bellesa com per la seva sobtada aparició i misteriosa destrucció o desaparició, amb el resultat que els van atribuir malignes influències, o se "concretaven" en la realització d'alguna profecia. Aquestes errònies creences han perdurat en algun sector de la societat fins als nostres dies a pesar que fa molt de temps que es coneix la naturalesa exacta dels cometes. Els retorns del cometa de Halley també han provocat al llarg de la història curioses anècdotes.
Històricament l'aparició d'un cometa va ser considerat un presagi important:

### A la Xina
En el segle XXVII abans de la nostra era, l'emperador Huang-Ti va fer construir un observatori i en el segle XXIV abans de la nostra era els astrònoms Ho e Hi van establir un calendari basat en els astres amb un any de 366 dies. En el segle XXII aC Ho i Hi (no es tracta dels mateixos astrònoms, potser eren noms de famílies, o títols) pareix que entregats als plaers de la beguda, van perdre la vida per no predir un eclipsi solar. També astròlegs de la Xina antiga van perdre la seva posició o vida per no haver sigut capaços de predir l'aparició, al cel, d'algun cometa.

### Època grega
L'any 372 aC va aparèixer un cometa de què Aristòtil afirma que tenia una cua de 60 °, per a Diodor de Sicília anunciava la decadència dels lacedemonis, i segons Èfor la destrucció pel mar de les viles d'Hèlice i Bura en Aquea. Plutarc relata que per a Timoleón de Corinti el cometa de l'any 343 aC va ser el presagi de l'èxit de l'expedició contra Sicília. Naturalment per als sicilians el presagi va resultar ser funest. Del cometa que va aparèixer l'any 134 aC es va dir que anunciava el naixement del rei Mitridates. Els historiadors Sozomen i Sòcrates compten que l'any 400 dC va aparèixer un cometa amb forma d'espasa, que va brillar sobre Constantinoble en el moment de les grans desgràcies, que l'amenaçava la perfídia de Gainas.

### Època romana
L'any 66 aC, com relata l'historiador Flavius Josefus, quatre anys abans de la destrucció de Jerusalem va aparèixer un brillant cometa, avui sabem que es tracta del cometa de Halley. Els romans van creure que el cometa que va aparèixer a la mort de Juli Cèsar l'any 44 aC era la seva ànima. L'historiador Seutonio atribueix a la maligna influència dels cometes els errors comesos per Neró, aconsellat per l'astròleg Babilus, qui va assegurar que la mort de Claudi havia sigut anunciada per un cometa. A pesar d'allò que s'ha arrelat d'aquestes creences, va haver-hi gent en l'antiguitat que no van acceptar l'influx cometari sobre les persones, un d'ells és l'emperador Vespasià: Quan els metges el van reprendre perquè trobant-se greument malalt despatxava els assumptes d'estat els va respondre: És necessari que un emperador mori dempeus. En veure que els cortesans contemplaven el cometa va dir rient-se: aquesta estrela amb cabellera no m'afecta; més prompte amenaça al rei de Pàrtia que també en té, mentre que jo sóc calb. A causa del seu estat de salut, no del cometa, Vespasià va morir poc després l'any 79dC.

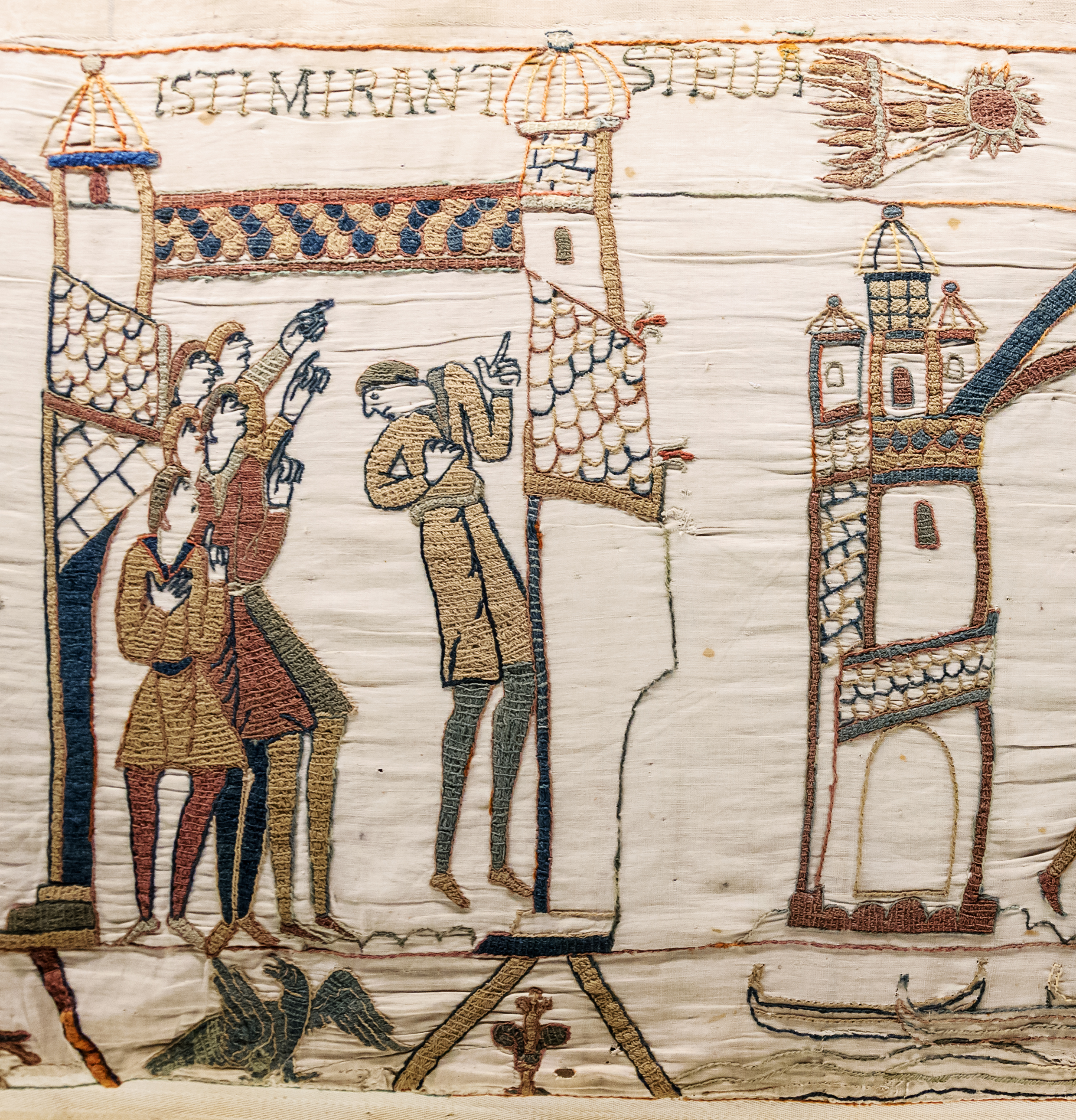
El Cometa de Halley va aparèixer el 1066, abans de la batalla de Hastings, com es representa al tapís de Bayeux.

### Època medieval
En temps medievals va continuar la por als cometes que van continuar anunciant morts de reis, arribant-se inclús a crear cometes imaginaris per a justificar-les. Un d'ells va ser el de l'any 814 -inexistent- que es va dir va anunciar la mort de Carlemany. El retorn de Halley l'any 837, va anunciar la mort del rei Lluís I de França. Això sí, ho va fer amb tres anys d'anticipació perquè el monarca va morir l'any 840. El pintor italià Giotto va posar un cometa (probablement el del Halley) en el seu Naixement de Jesús. Paracels en 1664 assegurava que el cometa que va aparèixer era una advertència a Alfons IV rei de Portugal. Astrònoms com Vicenç Mut i Armengol van començar a elaborar estudis científics des de mitjans del segle xvii per combatre les creences esteses que els cometes presagiaven desastres apocalíptics. En el Segle XVII Kepler creia que els cometes eren emanacions de la Terra, és a dir un fenomen atmosfèric. Amb aquestes idees queda clar que el que hi havia establit les lleis amb què es movien els planetes, no es preocupava del moviment dels cometes. Es deu als esforços de Tycho Brahe, Isaac Newton i Edmund Halley que l'estudi dels cometes hagi arribat a la categoria de moviments planetaris. Newton va inventar un procediment per a determinar els elements de les òrbites cometàries amb poques observacions. Edmund Halley va coronar el seu treball calculant les òrbites de 24 cometes de què es tenien dades suficients. En comparar-les entre si, va veure que algunes eren tan paregudes que pareixien correspondre al mateix astre. El cometa de 1682, acabat d'observar, va parèixer ser el mateix que els de 1607 i o 1531, pel que va predir la seva tornada per a final de 1758 o principi de 1759. Newton i Halley ja difunts no van poder observar la tornada del cometa.

### Època moderna

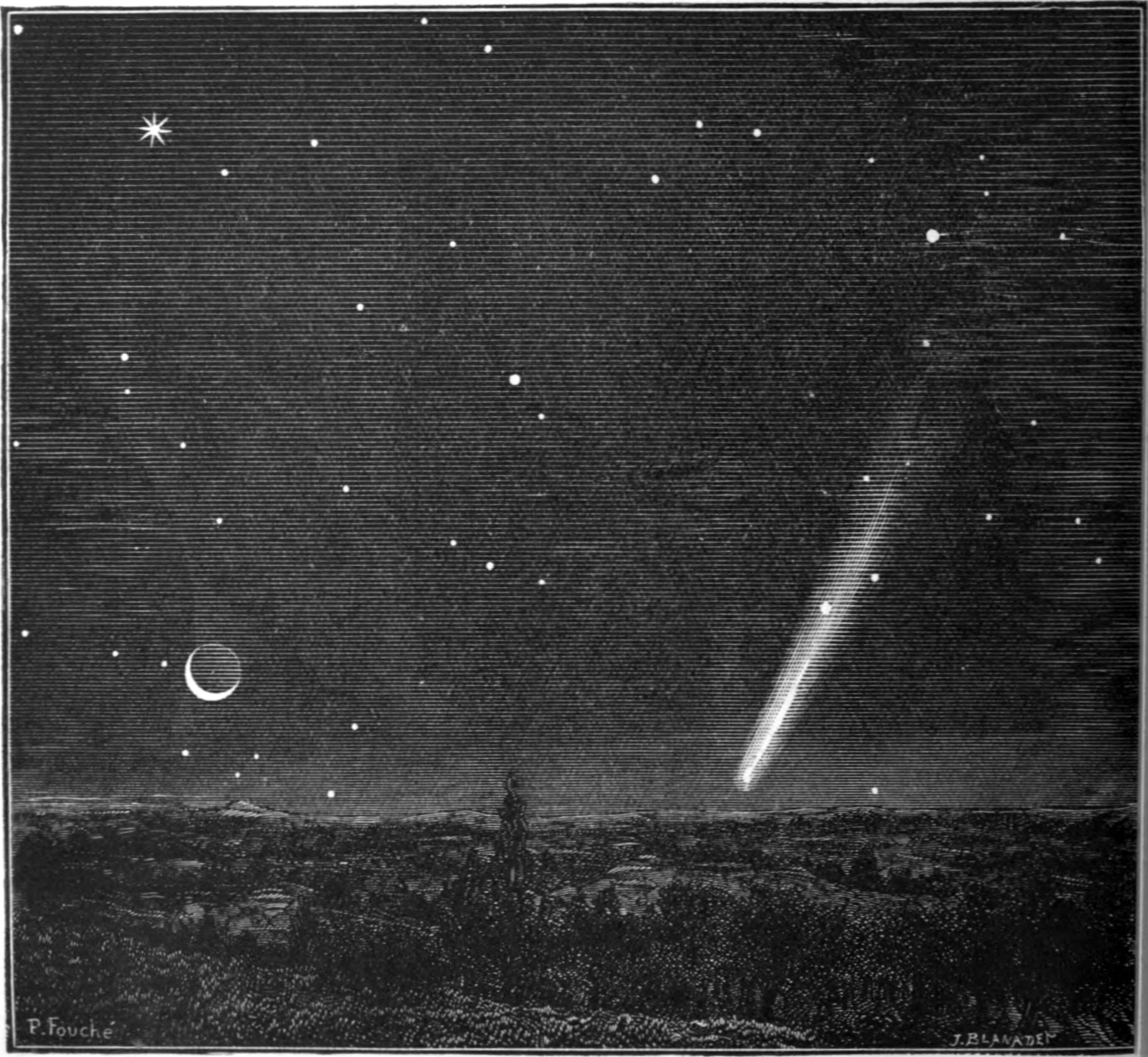
Il·lustració del gran cometa de 1882

Per precisar més la tornada del cometa de Halley el matemàtic francès Alexis Clairaut va usar fórmules matemàtiques perfeccionades. Es va encarregar de determinar l'àlgebra del problema per saber com els planetes influïen amb la seva acció gavitatòria en la tornada del cometa. La tasca del càlcul va anar a càrrec de l'astrònom francès Joseph Lalande i de la matemàtica Nicole-Reine Lepaute. Després de dedicar durant mig any tot el seu temps a calcular van trobar junt amb Clairaut que, Júpiter retardava la tornada del cometa 518 dies i Saturn uns cent dies, de manera que aquesta revolució de Halley seria quasi dos anys més llarga que l'anterior. Van calcular el pas pel periheli per a abril de 1759 amb un error d'un mes. El cometa va fer el seu pas el 12 de març de 1759 i des de llavors se'l coneix com a cometa de Halley en honor del seu primer calculador.
L'astrònom Guillaume Li Gentil de tornada de l'Índia on havia anat a observar el Trànsit de Venus de 1761, va portar d'allí una nova planta encara sense nom en Europa, en honor de la matemàtica que havia col·laborat en el càlcul de la tornada de Halley li va posar el nom d'hortènsia. Del cometa de Halley, es coneixen 31 aparicions des de l'any 2315 aC fins a la més recent de 1986 quan va ser observat per sondes espacials.
El famós astrònom Joseph Lalande en la seua obra Réflexions sur les comètes conta que en certs casos els cometes poden arribar a xocar amb la Terra, molta gent va entendre que havia predit que un cometa provocaria la fi del món i va provocar un temor de grans proporcions el que va forçar el rei a donar l'orde al científic que explicara per al gran públic el sentit del seu escrit.
El retorn del cometa de Carles V va ser anunciat per al 13 de juny de 1857. Eixe dia el cometa havia de xocar amb la Terra i produir la fi del món. Als pobles i inclús a París es parlava del cometa amb horror. També es va anunciar la destrucció de la Terra el 12 d'agost de 1872.
En temps més recents, com la tornada de Halley a principi del segle xx, la proximitat del seu pas va crear una por que va impulsar la creació d'un important mercat per a «màscares anticometa» i altres artefactes suposadament dissenyats per a protegir-se d'unes possibles emanacions tòxiques. Va haver-hi haver gent que es va suïcidar a Europa central i oriental, per la psicosi creada pels periòdics que van preconitzar que en el moment quan la Terra passara per dins de la cua del cometa les persones de la Terra quedarien enverinades. El 1997 al pas del cometa Hale-Bopp es van escampar rumors que una gran nau extraterrestre estaria seguint el seu pas, el que va incitar un suïcidi en massa entre els seguidors de la secta de La Porta del Cel. 
A pesar que la ciència ha aclarit la naturalesa dels cometes, encara hi ha segments de la població que tenen creences astrològiques, en les quals un cometa apareix com un presagi. D'altra banda, en la ciència-ficció els autors i directors els representen equivocadament com a objectes candents, en compte de gelats.

## Heràldica

Cometa heràldic

El cometa és una figura heràldica recurrent. Consisteix en una estrella generalment de nou rajos, un dels quals té tres vegades més llargària que no els altres.